# Hlîboke, Bahmaci
Hlîboke (în ucraineană Глибоке) este un sat în comuna Halîmonove din raionul Bahmaci, regiunea Cernihiv, Ucraina.

## Demografie
Componența lingvistică a localității Hlîboke
     Ucraineană (96,57%)
     Rusă (3,43%)
Conform recensământului din 2001, majoritatea populației localității Hlîboke era vorbitoare de ucraineană (96,57%), existând în minoritate și vorbitori de rusă (3,43%).